# Пудемський район
Пуде́мський райо́н — адміністративно-територіальна одиниця РРФСР, що існувала з 23 січня 1935 року до 23 листопада 1956 року.
Район був утворений в складі Удмуртської АРСР постановою Удмуртського обласного комітету та президією обласного виконавчого комітету від 8 січня 1935 року, а також президією ВЦВК від 23 січня 1935 року. Він був створений на території Пудемської волості Глазовського повіту. Центром району стало село Пудем, а сам район поділявся всього на 4 сільради.
Постановою президії Верховної Ради Удмуртської АРСР від 23 листопада 1956 року Пудемський район був ліквідований і повністю переданий до складу Ярського району.